# Karaniouka (mijanka)
Karaniouka (biał. Каранёўка, ros. Коренёвка) – mijanka i przystanek kolejowy w miejscowości Karaniouka, w rejonie homelskim, w obwodzie homelskim, na Białorusi. Położona jest na linii Bachmacz - Homel.